# Lloyd Guss
Lloyd Guss, född 22 januari 1959, är en friidrottare från Kanada. Han deltog vid olympiska sommarspelen 1984 och olympiska sommarspelen 1988.